# Arthrolips splendens
Arthrolips splendens is een keversoort uit de familie molmkogeltjes (Corylophidae). De wetenschappelijke naam van de soort werd in 1878 gepubliceerd door Eugene Amandus Schwarz.